# إيشيق كان أرسلان
إيشيق كان أرسلان (بالتركية: Işık Kaan Arslan)‏ هو لاعب كرة قدم تركي، ولد في 28 يناير 2001 في باغجلار في تركيا.

## وصلات خارجية
- إيشيق كان أرسلان على موقع اتحاد تركيا (لاعب) (الإنجليزية)
- إيشيق كان أرسلان على موقع قاعدة بيانات كرة القدم.إي يو (الإنجليزية)
- إيشيق كان أرسلان على موقع Soccerway.com (الإنجليزية)
- إيشيق كان أرسلان على موقع عالم كرة القدم.نت (الإنجليزية)